# كارنيس
كارانيس (Koinē Greek)، الواقعة فيما يعرف الآن بكوم أوشيم، كانت بلدة زراعية في المملكة البطلمية، تقع في الركن الشمالي الشرقي من الفيوم.
"كرانيس جزء من مخطط لتوطين المرتزقة اليونانيين بين المصريين واستغلال حوض الفيوم الخصب المحتمل. كانت واحدة من المدن التي تم انشاؤها في منطقة أرسينويتي تحت قيادة بطليموس الثاني فيلادلفي [2]

## المعبد الجنوبي
تعود الأصول الأثرية الاقدم إلى المعبد الجنوبي وقد ترجع إلى القرن الأول قبل الميلاد. من جهة النقطة الشمالية في الشمال الشرقي، أوغسطس مصر، وكذلك المكتبات الزراعية في الفيوم، وتم إرسالهم لتنظيف القنوات وترميم السدود التي تدفقت، ولاستعادة المنطقة. ومن بعدها تم بناء معبد على الطراز الروماني فوق أساسات المعبد القديم في بداية القرن الأول الميلادي. فيخلال فترة إعادة البناء هذه، تم أيضًا بناء معبد شمالي أصغر حجمًا على الطراز المصري. تم تخصيص المعبد الجنوبي لآلهة التماسيح المحلية، Pnepheros و Petesouchos ، ولكن لا يوجد تكريس واضح في المعبد الشمالي.

## أحوال البلدة
تمت تسوية مدن الفيوم من قبل قدامى المحاربين الرومان بعد غزو أغسطس لمصر، على الرغم من ان البرديات اللاتينيه الموجوده في كارانيس عددها قليل (اثنان فقط) وعدد البرديات اليونانيه الهائل من المحاربين القدامى أو المتعلقه بهم من هذه الفترة تشير إلى أن هؤلاء الجنود الجدد قد لا يكون لديهم كانت رومانية ثقافيًا ولكنها يونانية بدلاً من ذلك، أو على الأقل من الإمبراطورية الشرقية. "جلب أغسطس السلام والاستقرار السياسي وبقي من قبل خلفائه ذالك الازدهار لاجيال من ملاك الأراضي حتى القرن الثاني.
في أواخر القرن الثاني، ومرة أخرى في الربع الثاني من الربع الثالث، كانت فترات الروكد ملحوظة وبذالك عكست الصعوبات التي واجهتها الإمبراطورية،  فتدمرت المنازل بحلول نهاية القرن الثالث،  والمدينة أصبحت مهجورة بالكامل بحلول أوائل القرن الخامس. فبتلك الظروف الجافة التي تركت كارانيس فيها كانت الأنسب للحفاظ على البرديات،  فبذالك اشتهرت كارانيس من قبل علماء الآثار.

## بردية

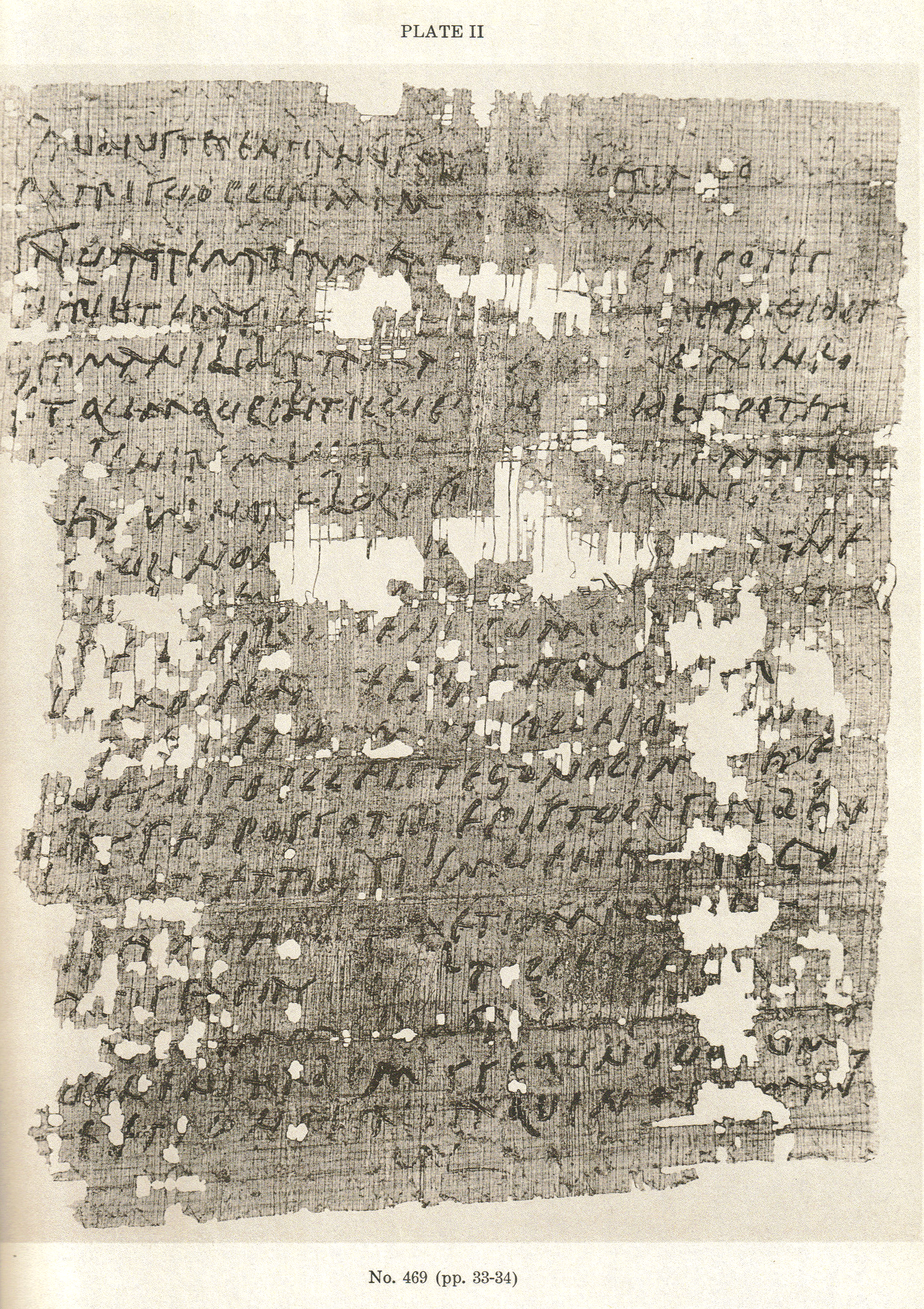
رسالة من Terentianus إلى Tiberianus ، منح Tiberianus اللقب العسكري للمضارب. لاتيني.

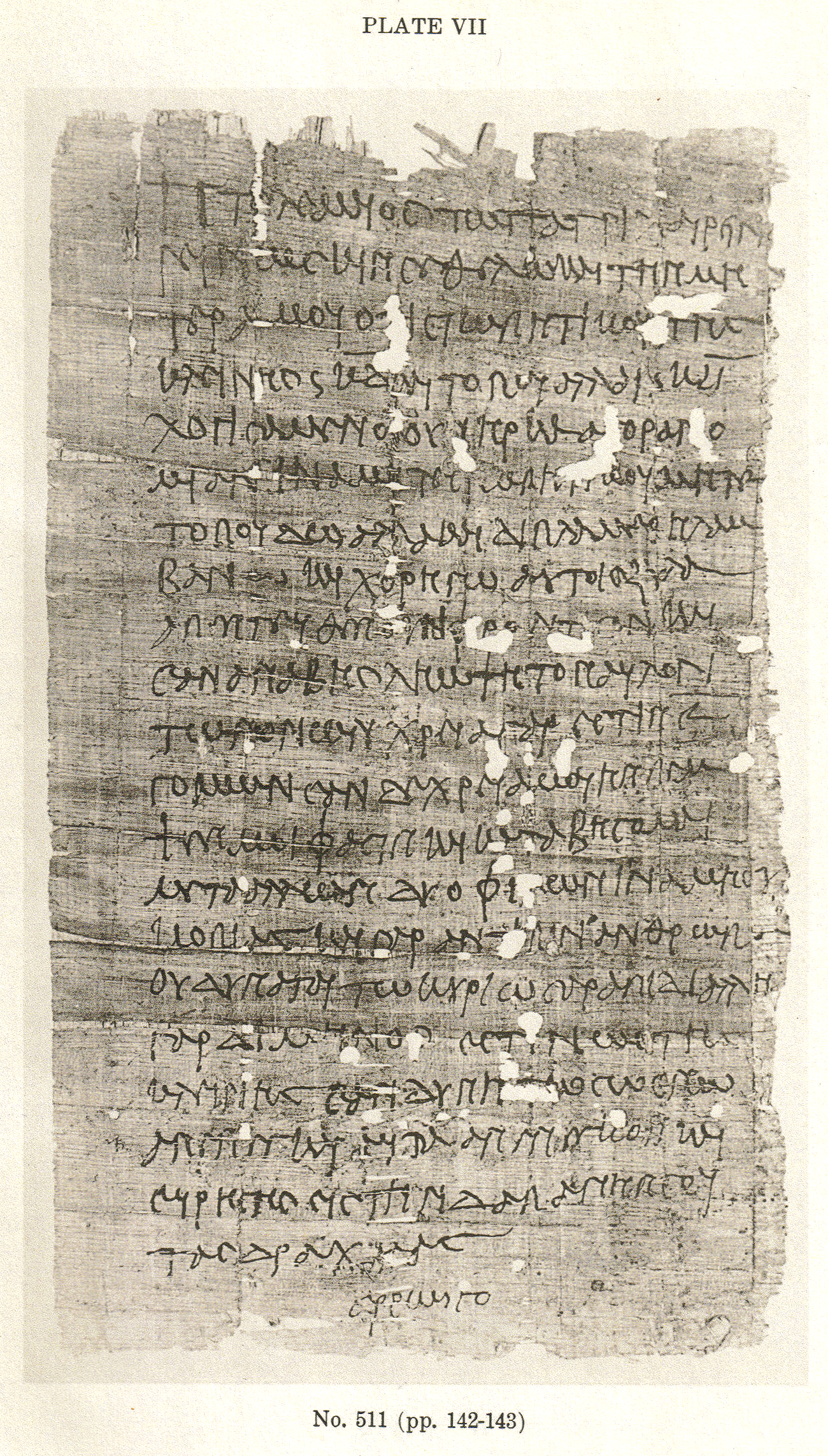
رسالة من Prolemaeus ، "يشير إلى مأدبة عبادة على شرف Sarapis " اليونانية.

جميع البرقيات التي تم التنقيب عنها كانت تعود إلى الفترة مابيبن عهد دقلديانوس وكانت ذات اهميه تاريخيه كبيره بسبب انها تنتمي لنفس المكان والزمان وكلها تعود للسبعينات  كذالك ان الوثائق والتحف التي تم التنقيب عنها تدل على ان كرانيس مدينة فقيرة نسبيا، «فكان ماتم التنقيب عنه يقدم دليلا على الحياة التي كان يعيشونها الناس العاديون في مصر تحت الحكم اليوناني والروماني» وكذالك تقدم دليلا على علاقة مصر بامبراطورية روما. حدد علماء الاثار ان كارنييس وقدامى المحاربين لم يكن لديهم اتصال مع مدن أخرى في المنطقة لقد كانوا الغالب منهم مزارعين لديهم اكتفاء ذاتي. استنادا على عثورهم على اوراق البريدي في الغالب تحتوي على سجلات ضريبية.

### الحفريات
كانت هذه الحفريات مقلقة للغاية على أقل تقدير. كان المزارعون «يحصلون على تصاريح لإزالة التربة من تل كرانيس لاستخدامها كسماد (السبخ)»، مما جعل التربة غنية بالتحلل العضوي وذالك في أواخر القرن التاسع عشر وأوائل القرن العشرين.

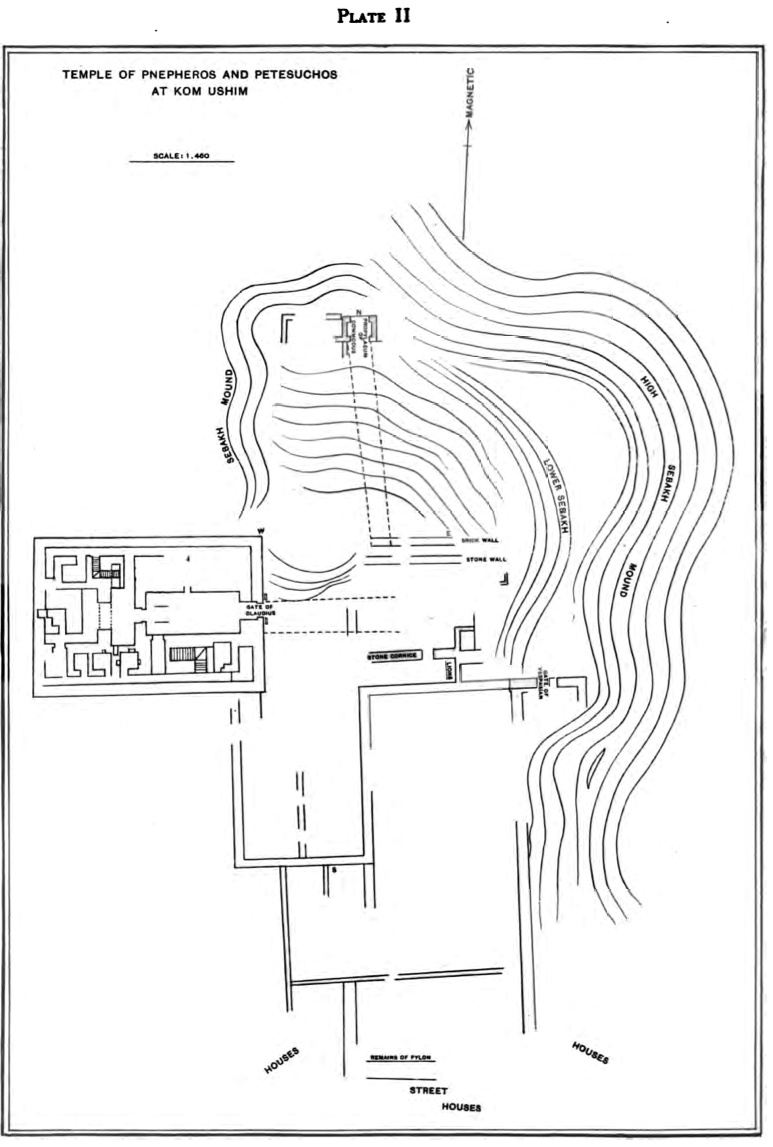
رسم للمعبد الجنوبي من حفريات جرينفيل هانت عام 1895. نظرًا لعدم العثور على بابري ولا دليل موجود من العصر الفرعوني، انتقل جرينفيل وهانت إلى مناطق أخرى من الفيوم.

قالب:Grenfell and Huntكانت أول عملية تنقيب حقيقية في عام 1895 من قبل الإنجليز برنارد باين جرينفيل وآرثر سوريدج هانت، على الرغم من شعورا بأن المنطقة قد تعرضت للنهب لدرجة لا يمكن معها إنتاج أي شيء ذي قيمة كبيرة. في هذا الوقت، لم يكن علم الآثار سعيًا للمعرفة مطلقًا، وتم التعامل مع البرديات وغيرها من القطع الأثرية على أنها أشياء يجب جمعها. خلال هذا الوقت أيضًا (أي أواخر القرن التاسع عشر وأوائل القرن العشرين)، كان المنقبون مهتمين فقط بالقطع الأثرية التي تعود إلى السلالات الأقدم، واستمر نهب المواقع اليونانية الرومانية مثل كارانيس من أجل السبخ حتى فرانسيس دبليو كلسي، لاحظ أستاذ اللغة اللاتينية وآدابها في جامعة ميشيغان هذا الدمار وتلقى منحًا للبحث عن موقع تنقيب في عام 1924. بدأ أعمال التنقيب في Karanis في عام 1925، وكان هدفه «زيادة المعرفة الدقيقة بدلاً من تكديس المجموعات»، مع التركيز على عامة الناس. البرديات التي تم جمعها هي الآن جزء من مجموعة جامعة ميشيغان للبرديات. تم إجراء المزيد من الحفريات الحديثة من قبل جامعة القاهرة والمعهد الفرنسي، وعلى مدى السنوات القليلة الماضية من خلال التعاون المشترك بين UCLA وجامعة جرونينجن (RUG) في هولندا.

## ببليوغرافيا
Alston, Richard. Soldier and Society in Roman Egypt: Social History. London: Routledge, 1998.
روجر شالر باجنال، Naphtali Lewis, eds. Columbia Papyri VII: Fourth Century Documents from Karanis. Ann Arbor: Scholars Press, 1979.
Gazda, Elaine K., ed. Karanis: An Egyptian Town in Roman Times; discoveries of the University of Michigan Expedition to Egypt (1924-1925). Ann Arbor: Kelsey Museum of Archaeology, The University of Michigan, 1983.
Grenfell, Bernard P., Arthur S. Hunt, David G. Hogarth. Fayum Towns and Their Papyri. London: Office's of the Egypt exploration fund [etc.], 1990.
Youtie, Herbert Chayyim, and John Garret Winter, eds. Michigan Papyri, Vol. VIII: Papyri and Ostraca from Karanis, Second Series. Ann Arbor: The University of Michigan Press, 1951.